# Lebret
Lebret är en ort i Kanada.   Den ligger i provinsen Saskatchewan, i den sydöstra delen av landet, 2 100 km väster om huvudstaden Ottawa. Lebret ligger 478 meter över havet och antalet invånare är 207.
Terrängen runt Lebret är huvudsakligen platt. Lebret ligger nere i en dal. Runt Lebret är det mycket glesbefolkat, med 7 invånare per kvadratkilometer.. Närmaste större samhälle är Fort Qu'Appelle, 7,3 km väster om Lebret.
Trakten runt Lebret består till största delen av jordbruksmark.